# 西大和学園中学校・高等学校の人物一覧
西大和学園中学校・高等学校の人物一覧（にしやまとがくえんちゅうかつこう・こうとうがっこうのじんぶついちらん）は、西大和学園中学校・高等学校に関係する主な人物の一覧記事。

## 著名な出身者

### 政治
- 田野瀬太道 - 衆議院議員（奈良3区選出）
- 佐藤啓 - 参議院議員（奈良県選挙区選出）
- 丸山穂高 - 前衆議院議員（大阪19区選出）
- 森章浩 - 前奈良県田原本町長

### 法曹
- 冨宅恵 - 弁護士、弁理士、大阪工業大学知的財産専門職大学院客員教授。

### 経済・実業
- 北村甲介 - リビングハウス代表取締役社長
- 高橋伸彰 - エンジェル投資家、フィル・カンパニー創業者・代表取締役会長
- 山本康正 - エンジェル投資家、京都大学特任准教授、ハーバード大学客員研究員

### マスメディア
- 網秀一郎 - NHKアナウンサー、ディレクター

### 芸術・芸能
- 若林寛朗 - ディレクター・放送作家・ライター・イベントプランナー
- 春茶 - YouTubeアーティスト

### スポーツ
- 小川拓朗 - 元ラグビー選手

## 教職員

### 歴代理事長
- 田野瀬良太郎 - 初代、1986年4月 - 2008年3月。創立（創始）者、元衆議院議員（奈良4区選出）、元奈良県議会議員（五條市選挙区選出）、元五條市議会議員
- 田野瀬太樹 - 2代、2008年4月 - 。現職。

### 歴代学校長

#### 高等学校長
- 木村雅吉 - 初代、1986年4月 - 1990年3月。中学校長兼任、奈良県立西の京高等学校初代校長
- 森井康雄 - 2代、1990年4月 - 1994年3月。中学校長兼任、奈良県立王寺工業高等学校8代校長
- 的場好之 - 3代、1994年4月 - 1998年3月。中学校長兼任、奈良県立高取高等学校初代校長
- 平林春行 - 4代、1998年4月 - 2001年3月。中学校長兼任、元教頭、大和大学保健医療学部教授・学部長
- 今村浩章 - 5代、2001年4月 - 2011年3月。中学校長兼任、元教頭、大和大学情報学部教授・学部長
- 上村佳永 - 6代、2011年4月 - 2014年3月。中学校長兼任、元教頭、大和大学理工学部教授・学部長
- 福井士郎 - 7代、2014年6月 - 2016年3月。大和大学教育学部元教授・元副学部長
- 中岡義久 - 8代、2016年4月 - 2022年3月。中学校長兼任（2021年4月 - 2022年3月）、元教頭、大和大学政治経済学部教授
- 飯田光政 - 9代、2022年4月 - 。現職、中学校長兼任、前教頭

#### 中学校長
- 木村雅吉 - 初代、1988年4月 - 1990年3月。高等学校長兼任
- 森井康雄 - 2代、1990年4月 - 1994年3月。高等学校長兼任
- 的場好之 - 3代、1994年4月 - 1998年3月。高等学校長兼任
- 平林春行 - 4代、1998年4月 - 2001年3月。高等学校長兼任
- 今村浩章 - 5代、2001年4月 - 2011年3月。高等学校長兼任
- 上村佳永 - 6代、2011年4月 - 2018年3月。高等学校長兼任（2011年4月 - 2014年3月）
- 東孝信 - 7代、2018年4月 - 2021年3月。大和大学白鳳短期大学部教授・副学長
- 中岡義久 - 8代、2021年4月 - 2022年3月。高等学校長兼任
- 飯田光政 - 9代、2022年4月 - 。現職、高等学校長兼任

### 教諭
- 木村達哉 - 元英語科教諭
- 真藤英喜 - 元国語科教諭